# 异形拟刺铠虾
异形拟刺铠虾（学名：Munidopsis dispar）一种于西太平洋马里亚纳海沟和加洛林板塊附近的海山发现的十足目鎧甲蝦類，隶属于仿刺铠虾科仿刺铠虾属（拟刺铠虾属）。本种是中国科学院海洋研究所（IOCAS）利用“发现”号rov深海机器人（水下缆控潜水器）所发现。

## 形态特征
异形拟刺铠虾是一种小型的拟刺铠虾，全身呈淡橙色，长满了疣突。

## 生境
异形拟刺铠虾被发现于马里亚纳海沟和加洛林板塊附近1246－1458米深的海山中，与金柳珊瑚（Chrysogorgia sp.）或深海黑珊瑚（Bathypathes sp.）共生。